# فرودگاه کرکنس
فرودگاه کرکنس (به انگلیسی: Kirkenes Airport, Høybuktmoen) یک فرودگاه همگانی با کد یاتا KKN است که یک باند فرود آسفالت دارد و طول باند آن ۲۱۱۵ متر است. این فرودگاه در کشور نروژ قرار دارد و در ارتفاع ۸۶ متری از سطح دریا واقع شده است.

## شرکت‌های هواپیمایی و مقصدهای پروازی

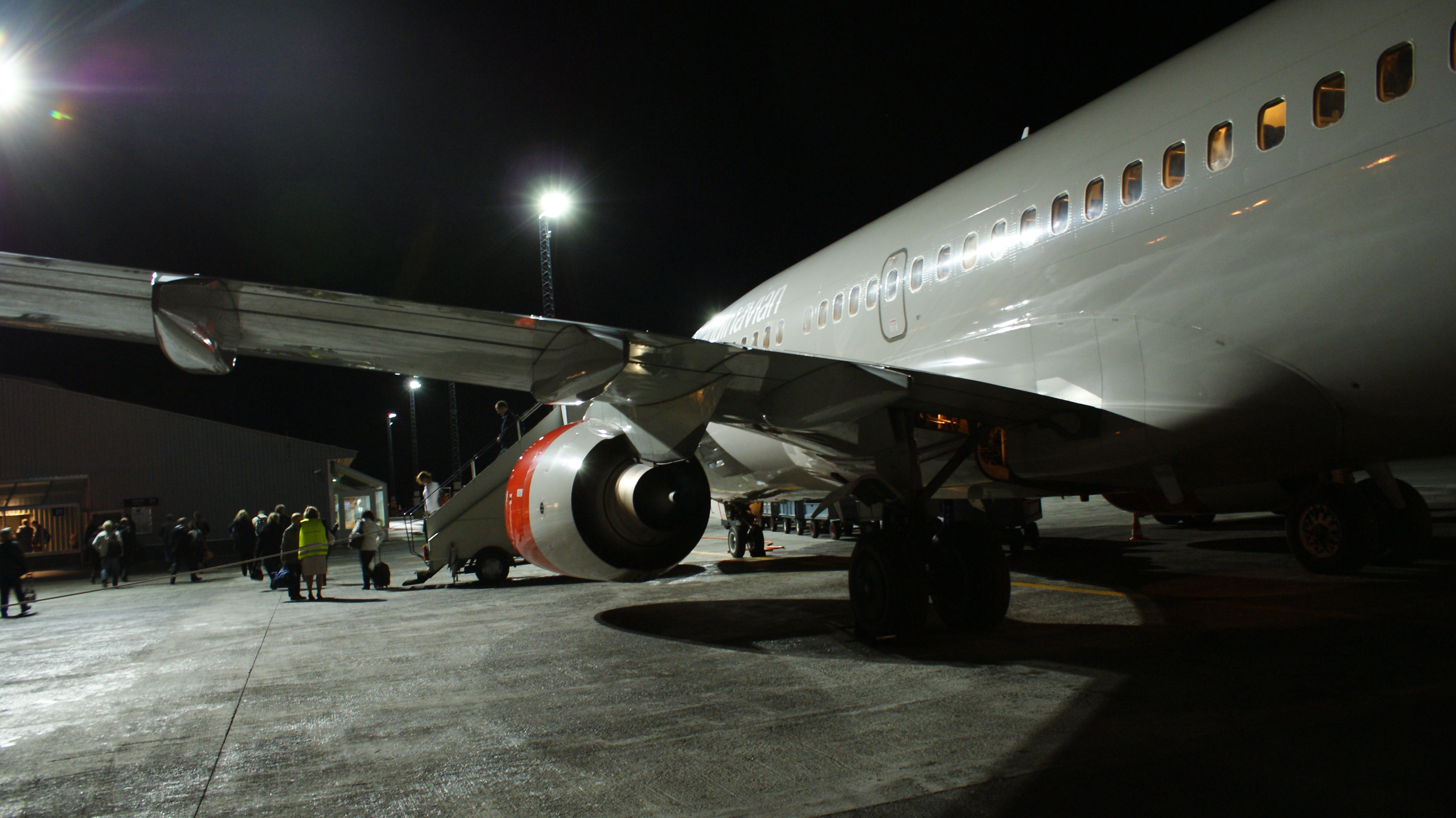
Passengers disembarking a هواپیمایی اسکاندیناوی بوئینگ ۷۳۷ نسل بعدی evening flight from Oslo

| شرکت‌های هواپیمایی     | مقصدهای پروازی                                                                         |
| --------------------- | -------------------------------------------------------------------------------------- |
| نروجین ایر شاتل       | گاردرموئن اسلو                                                                         |
| هواپیمایی اسکاندیناوی | گاردرموئن اسلو                                                                         |
| ویدروئه               | آلتا، برلواگ، بتسفیورد، هنینگسواگ والان، مهامن، سورکیوسن، ترومسا، وادسو، سوارتنس واردو |